# Hauts-de-France
Hauts-de-France (tidligere Nord-Pas-de-Calais-Picardie) er en af de nye regioner, der blev oprettet pr. 1. januar 2016. Den er en fusion af regionerne Nord-Pas-de-Calais og Picardie.
Navnet Hauts-de-France blev endeliget vedtaget ved et dekret i september 2016